# Užička republika (1974.)
Užička republika je srpski film iz 1974. koji prati nastanak i pad Užičke republike i ljubavnu vezu bivšeg borca iz španjolskog građanskog rata Bore (Boris Buzančić) i bivše učiteljice Nade (Božidarka Frajt) koja odlazi u partizane.

## Radnja
Njemačka, Italija i Mađarska napadaju Kraljevinu Jugoslaviju. U kratkotrajnom Travanjskom ratu Kraljevska jugoslavenska vojska doživljava rasulo. Njeni časnici većinom bježe a samo rijetki vojnici i naoružani civili pružaju otpor u Užicu koje nakon teške borbe pada u njemačke ruke. Jugoslavija ubrzo biva pokorena i raskomadana. Vlada i kralj bježe u London. Nakon njemačkog napada na SSSR, Komunistička partija Jugoslavije organizira jugoslavenski pokret otpora okupatoru pod nazivom partizani. Oslobađaju Užice i veliki okolni teritorij i nazivaju ga Užička republika. Većinu borbi predvodi bivši španjolski borac Boro (Boris Buzančić), koji ulazi u glavno zapovjedništvo partizanskih snaga Srbije. On je zaljubljen u bivšu učiteljicu, sada partizanku, Nadu (Božidarka Frajt) i želi se oženiti njome ali zbog dužnosti njih dvoje nikako ne uspijevaju biti zajedno. Na oslobođeni teritorij ubrzo prelazi i Josip Broz Tito (Marko Todorović) koji preuzima vlast i vođenje borbe protiv Nijemaca i kvislinških srbijanskih vlasti. Istodobno na Ravnoj Gori pukovnik bivše jugoslavenske vojske Draža Mihailović (Miodrag Lazarević) okuplja oko sebe časnike i vojnike poražene vojske, političare i pripadnike prijeratnih četničkih organizacija te osniva Ravnogorski četnički pokret kojemu je cilj oslobađanje i obnova Jugoslavije, ali takve u kojoj bi bila osigurana srpska prevlast. Ne namjeravaju se aktivno boriti protiv Nijemaca nego pripremiti narod za otpor kada se Nijemci budu povlačili. Njima se pridružuje i mladi major Kosta Barac (Rade Šerbedžija) vjerujući da će se oni boriti protiv Nijemaca. Prije jedne akcije Boro poziva Barca i njegove četnike na zajednički napad na obližnji njemački garnizon. Iako se zalaže za borbu Barac odbija išta napraviti bez Dražinog odobrenja i partizani uništavaju garnizon sami. Nakon akcije Barac i njegovi ljudi ulaze u oslobođeni grad i čitava akcija u stranim novinama biva njima pripisana. Britanci šalju na oslobođeni jugoslavenski teritorij satnika Hudsona koji nakon nekoliko dana provedenih među partizanima odlazi među Mihailovićeve četnike koji uživaju podršku Velike Britanije i izbjegle vlade Kraljevine Jugoslavije. Tito odlazi na sastanak s Dražom ali ovaj i dalje odbija borbu s Nijemcima. Draža smatra partizane i Komunističku partiju kao prijetnju obnovi kraljevine i priprema napad na Užice. S time se slaže i Barac ali on smatra da četnici nakon osvajanja Užica trebaju započeti s napadima na Nijemce. Četnici napadaju Užice i doživljavaju katastrofalan poraz od partizana. U bitci pogiba i mladi četnik Radovan (Milutin Mićović), bivši partizan kojega su četnici prisilno mobilizirali. Tada Draža počinje pregovarati s Nijemcima i nudi im suradnju u borbi protiv partizana a zauzvrat traži oružje. Kada Radovanov otac vidi četnike s Nijemcima optuži ih za izdaju i ovi ga ubijaju. Uskoro četnici zajedno s Nijemcima započinju akcije protiv partizana i njihovih simpatizera dok se u svijetu partizanske akcije pripisuju četnicima. Pri tome četnici po njemačkim zapovijedima vrše i zločine protiv srpskih civila. Barac nazoči svemu tome i počinje shvaćati da je odabrao pogrešnu stranu. I Nada pogiba u sukobu s četnicima. Krajem 1941. Nijemci i četnici započinju veliki napad na partizanski teritorij u Srbiji i približavaju se Užicu. Otporom partizanskih branitelja njemačke oklopne snage su zaustavljene ali četnici otkrivaju put kojim se može partizanima doći za leđa. Barac kreće da obavijesti njemačke zapovjednike ali namjerno prelazi poljem koje je na udaru partizanskih topova i pogiba. Dok se narod i većina partizanskih jedinica povlače iz Užica jedna jedinica pod Borinim zapovjedništvom štiti njihovo odstupanje i brani položaje do posljednjeg čovjeka. Svi pogibaju ali jezgra partizanskog pokreta i civili budu spašeni.

## Vanjske poveznice
- Užička republika u internetskoj bazi filmova IMDb-a